# Gadirtha buruensis
Gadirtha buruensis är en fjärilsart som beskrevs av Louis Beethoven Prout 1926. Gadirtha buruensis ingår i släktet Gadirtha och familjen trågspinnare. Inga underarter finns listade i Catalogue of Life.